# Coppa del mondo di ciclocross 2018-2019
La Coppa del mondo di ciclocross 2018-2019, ventiseiesima edizione della competizione, si è svolta in nove tappe tra il 23 settembre 2018 e il 27 gennaio 2019. Le gare sono state riservate alle categorie maschili Elite, Under-23 e Juniores, e alla categoria femminile; per quest'ultima categoria sono state stilate la classifica Elite e, per la prima volta separatamente, la classifica Under-23.

## Uomini Elite

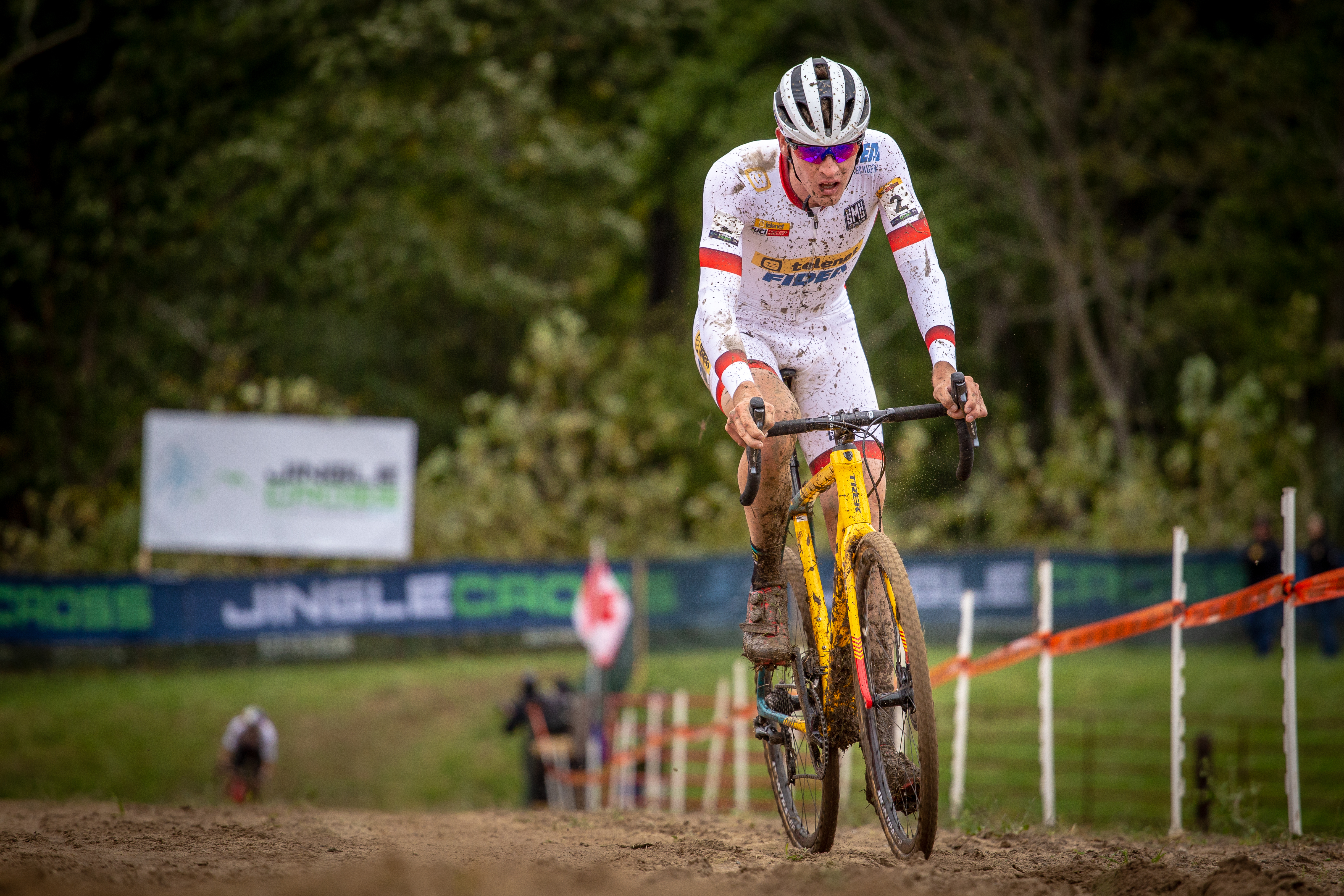
Toon Aerts in azione allo Jingle Cross 2018

### Risultati
| N. | Data         | Città          | Prova                          | Vincitore            | Leader della Cl. generale |
| -- | ------------ | -------------- | ------------------------------ | -------------------- | ------------------------- |
| 1  | 23 settembre | Waterloo       | Cyclo-Cross Collective Cup #2  | Toon Aerts           | Toon Aerts                |
| 2  | 29 settembre | Iowa City      | Jingle Cross                   | Toon Aerts           | Toon Aerts                |
| 3  | 21 ottobre   | Berna          | Radquer Bern                   | Mathieu van der Poel | Toon Aerts                |
| 4  | 17 novembre  | Tábor          | Cyklokros Tábor                | Mathieu van der Poel | Toon Aerts                |
| 5  | 25 novembre  | Koksijde       | Duinencross                    | Mathieu van der Poel | Toon Aerts                |
| 6  | 23 dicembre  | Namur          | Cyclo-cross de la Citadelle    | Mathieu van der Poel | Toon Aerts                |
| 7  | 26 dicembre  | Heusden-Zolder | Grote Prijs Eric De Vlaeminck  | Mathieu van der Poel | Toon Aerts                |
| 8  | 20 gennaio   | Pontchâteau    | Cyclo-cross de Pontchâteau     | Wout Van Aert        | Wout Van Aert             |
| 9  | 27 gennaio   | Hoogerheide    | Grote Prijs Adrie van der Poel | Mathieu van der Poel | Toon Aerts                |

### Classifica generale
Classifiche finali.
| Pos. | Corridore              | Squadra               | WAT | IOW | BER | TAB | KOK | NAM | HEU | PON | HOO | Punti |
| ---- | ---------------------- | --------------------- | --- | --- | --- | --- | --- | --- | --- | --- | --- | ----- |
| 1    | Toon Aerts             | Telenet-Fidea Lions   | 1   | 1   | 3   | 4   | 3   | 3   | 4   | 2   | 2   | 615   |
| 2    | Wout Van Aert          | Cibel-Cebon Offroad   | 2   | 2   | 2   | 7   | 2   | 2   | 2   | 1   | 3   | 613   |
| 3    | Mathieu van der Poel   | Corendon-Circus       | -   | -   | 1   | 1   | 1   | 1   | 1   | -   | 1   | 480   |
| 4    | Corné van Kessel       | Telenet-Fidea Lions   | 6   | 5   | 7   | 12  | 5   | 6   | 9   | 9   | 4   | 445   |
| 5    | Quinten Hermans        | Telenet-Fidea Lions   | 4   | 4   | 5   | 5   | 17  | 13  | 6   | 13  | 7   | 438   |
| 6    | Lars van der Haar      | Telenet-Fidea Lions   | 18  | 11  | 9   | 3   | 4   | 10  | 8   | 4   | 8   | 436   |
| 7    | Laurens Sweeck         | Pauwels Sauzen-Vastg. | 3   | 9   | 18  | 9   | 6   | 8   | 5   | 6   | 13  | 425   |
| 8    | Michael Vanthourenhout | Marlux-Bingoal        | Rit | 3   | 4   | 2   | 8   | 5   | 13  | 3   | -   | 399   |
| 9    | Daan Soete             | Pauwels Sauzen-Vastg. | 5   | 10  | 6   | 10  | 7   | 14  | 10  | 17  | 25  | 376   |
| 10   | Kevin Pauwels          | Marlux-Bingoal        | 12  | 7   | 16  | 6   | 10  | 12  | 15  | 8   | 19  | 367   |

## Donne Elite/Under-23

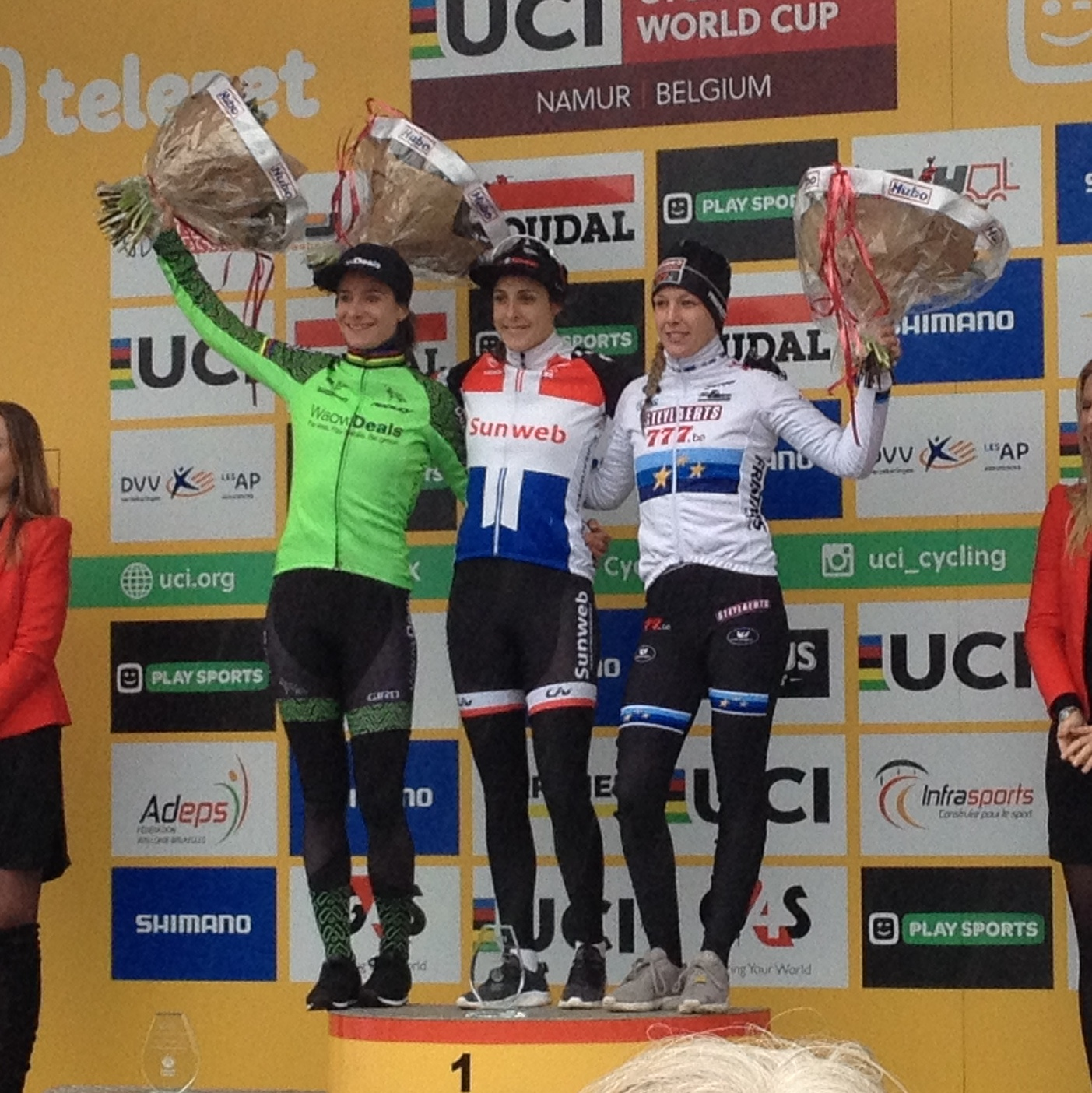
Il podio del Cyclo-cross de la Citadelle 2018

### Risultati
| N. | Data         | Città          | Prova                          | Vincitrice     | Leader della Cl. generale |
| -- | ------------ | -------------- | ------------------------------ | -------------- | ------------------------- |
| 1  | 23 settembre | Waterloo       | Cyclo-Cross Collective Cup #2  | Marianne Vos   | Marianne Vos              |
| 2  | 29 settembre | Iowa City      | Jingle Cross                   | Kaitlin Keough | Marianne Vos              |
| 3  | 21 ottobre   | Berna          | Radquer Bern                   | Marianne Vos   | Marianne Vos              |
| 4  | 17 novembre  | Tábor          | Cyklokros Tábor                | Lucinda Brand  | Marianne Vos              |
| 5  | 25 novembre  | Koksijde       | Duinencross                    | Denise Betsema | Marianne Vos              |
| 6  | 23 dicembre  | Namur          | Cyclo-cross de la Citadelle    | Lucinda Brand  | Marianne Vos              |
| 7  | 26 dicembre  | Heusden-Zolder | Grote Prijs Eric De Vlaeminck  | Marianne Vos   | Marianne Vos              |
| 8  | 20 gennaio   | Pontchâteau    | Cyclo-cross de Pontchâteau     | Marianne Vos   | Marianne Vos              |
| 9  | 27 gennaio   | Hoogerheide    | Grote Prijs Adrie van der Poel | Lucinda Brand  | Marianne Vos              |

### Classifica generale
Classifiche finali.

#### Elite
| Pos. | Corridore                  | Squadra               | WAT | IOW | BER | TAB | KOK | NAM | HEU | PON | HOO | Punti |
| ---- | -------------------------- | --------------------- | --- | --- | --- | --- | --- | --- | --- | --- | --- | ----- |
| 1    | Marianne Vos               | WaowDeals/CCC-Liv     | 1   | 3   | 1   | -   | 12  | 2   | 1   | 1   | 3   | 559   |
| 2    | Sanne Cant                 | Corendon-Circus       | 10  | 5   | 4   | 6   | 7   | 13  | 3   | -   | 4   | 418   |
| 3    | Annemarie Worst            | Steylaerts-777        | -   | -   | 2   | 2   | 3   | 3   | 9   | 7   | 13  | 400   |
| 4    | Kaitlin Keough             | Cannondale-Cyclocr.   | 19  | 1   | 10  | 21  | 21  | 8   | 17  | 11  | 6   | 384   |
| 5    | Denise Betsema             | Marlux-Bingoal        | -   | -   | 13  | 5   | 1   | 7   | 12  | 2   | 7   | 378   |
| 6    | Loes Sels                  | Pauwels Sauzen-Vastg. | 5   | 10  | 17  | 25  | 11  | 10  | 6   | 19  | 8   | 367   |
| 7    | Ceylin del Carmen Alvarado | Corendon-Circus       | -   | -   | 5   | 7   | 4   | 9   | 4   | 4   | 21  | 357   |
| 8    | Katherine Compton          | Steylaerts-777        | Rit | 15  | 3   | 11  | 13  | 31  | 13  | 10  | 2   | 349   |
| 9    | Eva Lechner                | Creafin-TÜV Süd       | 16  | 6   | 9   | 19  | 27  | 6   | 10  | 15  | 16  | 348   |
| 10   | Ellen Van Loy              | Telenet-Fidea Lions   | 6   | 11  | 7   | 4   | 8   | -   | 29  | 5   | 25  | 347   |

#### Under-23
| Pos. | Corridore                  | Squadra                | WAT | IOW | BER | TAB | KOK | NAM | HEU | PON | HOO | Punti |
| ---- | -------------------------- | ---------------------- | --- | --- | --- | --- | --- | --- | --- | --- | --- | ----- |
| 1    | Ceylin del Carmen Alvarado | Corendon-Circus        | -   | -   | 5   | 7   | 4   | 9   | 4   | 4   | 21  | 357   |
| 2    | Fleur Nagengast            | Telenet-Fidea Lions    | 11  | 17  | 26  | 14  | 10  | 16  | 15  | 8   | 23  | 323   |
| 3    | Inge van der Heijden       | WaowDeals/CCC-Liv      | 9   | 20  | 27  | 17  | 17  | 27  | 8   | 9   | 31  | 301   |
| 4    | Manon Bakker               |                        | 23  | 30  | 16  | 29  | 33  | 30  | 24  | 20  | 35  | 219   |
| 5    | Evie Richards              | Trek Factory Racing CX | 4   | 2   | -   | 15  | 9   | Rit | Rit | -   | -   | 210   |
| 6    | Clara Honsinger            |                        | 14  | 19  | -   | 28  | 32  | -   | -   | 23  | 19  | 171   |
| 7    | Marion Norbert-Riberolle   |                        | -   | -   | 30  | 30  | 37  | 19  | 18  | 30  | 28  | 165   |
| 8    | Jana Czeczinkarová         |                        | -   | -   | 34  | 16  | -   | 28  | 14  | Rit | 50  | 113   |
| 9    | Marthe Truyen              | Telenet-Fidea Lions    | -   | -   | 32  | 35  | 30  | -   | 35  | 22  | 40  | 112   |
| 10   | Nicole Koller              | Möbel Märki MTB        | -   | -   | 22  | -   | -   | 22  | 20  | -   | -   | 89    |

## Uomini Under-23

### Risultati
| N. | Data        | Città          | Prova                          | Vincitore      | Leader della Cl. generale |
| -- | ----------- | -------------- | ------------------------------ | -------------- | ------------------------- |
| 1  | 21 ottobre  | Berna          | Radquer Bern                   | Eli Iserbyt    | Eli Iserbyt               |
| 2  | 17 novembre | Tábor          | Cyklokros Tábor                | Thomas Pidcock | Thomas Pidcock            |
| 3  | 25 novembre | Koksijde       | Duinencross                    | Thomas Pidcock | Thomas Pidcock            |
| 4  | 23 dicembre | Namur          | Cyclo-cross de la Citadelle    | Thomas Pidcock | Thomas Pidcock            |
| 5  | 26 dicembre | Heusden-Zolder | Grote Prijs Eric De Vlaeminck  | Eli Iserbyt    | Thomas Pidcock            |
| 6  | 20 gennaio  | Pontchâteau    | Cyclo-cross de Pontchâteau     | Thomas Pidcock | Thomas Pidcock            |
| 7  | 27 gennaio  | Hoogerheide    | Grote Prijs Adrie van der Poel | Eli Iserbyt    | Thomas Pidcock            |

### Classifica generale
Classifiche finali. Nota: solo i quattro migliori risultati di ciascun ciclista sono presi in considerazione per il calcolo della classifica.
| Pos. | Corridore            | Squadra       | BER  | TAB  | KOK   | NAM  | HEU  | PON | HOO  | Punti |
| ---- | -------------------- | ------------- | ---- | ---- | ----- | ---- | ---- | --- | ---- | ----- |
| 1    | Thomas Pidcock       | Gran Bretagna | (4)  | 1    | 1     | 1    | -    | 1   | -    | 240   |
| 2    | Eli Iserbyt          | Belgio        | 1    | (NP) | (6)   | 3    | 1    | (5) | 1    | 225   |
| 3    | Antoine Benoist      | Francia       | 3    | (3)  | 2     | (4)  | -    | 2   | 2    | 195   |
| 4    | Jakob Dorigoni       | Italia        | (12) | 2    | (15)  | 2    | (6)  | 3   | 4    | 185   |
| 5    | Eddy Finé            | Francia       | 2    | 10   | (12)  | 5    | (20) | 8   | (17) | 133   |
| 6    | Niels Vandeputte     | Belgio        | 8    | 4    | 7     | (34) | (14) | -   | 5    | 129   |
| 7    | Maik van der Heijden | Paesi Bassi   | 5    | 14   | (Sq)  | (24) | 2    | 10  | (22) | 124   |
| 8    | Ben Turner           | Gran Bretagna | -    | -    | 4     | 9    | 27   | -   | 3    | 113   |
| 9    | Lander Loockx        | Belgio        | 7    | 7    | (Rit) | (14) | (10) | 9   | 8    | 106   |
| 10   | Loris Rouiller       | Svizzera      | (22) | 11   | (22)  | 7    | 8    | -   | 6    | 104   |

## Uomini Junior

### Risultati
| N. | Data        | Città          | Prova                          | Vincitore      | Leader della Cl. generale |
| -- | ----------- | -------------- | ------------------------------ | -------------- | ------------------------- |
| 1  | 21 ottobre  | Berna          | Radquer Bern                   | Witse Meeussen | Witse Meeussen            |
| 2  | 17 novembre | Tábor          | Cyklokros Tábor                | Witse Meeussen | Witse Meeussen            |
| 3  | 25 novembre | Koksijde       | Duinencross                    | Pim Ronhaar    | Witse Meeussen            |
| 4  | 23 dicembre | Namur          | Cyclo-cross de la Citadelle    | Ryan Cortjens  | Witse Meeussen            |
| 5  | 26 dicembre | Heusden-Zolder | Grote Prijs Eric De Vlaeminck  | Ryan Cortjens  | Witse Meeussen            |
| 6  | 20 gennaio  | Pontchâteau    | Cyclo-cross de Pontchâteau     | Thibau Nys     | Witse Meeussen            |
| 7  | 27 gennaio  | Hoogerheide    | Grote Prijs Adrie van der Poel | Witse Meeussen | Witse Meeussen            |

### Classifica generale
Classifiche finali. Nota: solo i quattro migliori risultati di ciascun ciclista sono presi in considerazione per il calcolo della classifica.
| Pos. | Corridore       | Squadra     | BER  | TAB  | KOK  | NAM  | HEU | PON  | HOO   | Punti |
| ---- | --------------- | ----------- | ---- | ---- | ---- | ---- | --- | ---- | ----- | ----- |
| 1    | Witse Meeussen  | Belgio      | 1    | 1    | 2    | (3)  | (7) | (2)  | 1     | 230   |
| 2    | Ryan Cortjens   | Belgio      | (25) | (26) | 10   | 1    | 1   | (29) | 4     | 182   |
| 3    | Thibau Nys      | Belgio      | (18) | 2    | 7    | (17) | 4   | 1    | (Rit) | 178   |
| 4    | Luke Verburg    | Paesi Bassi | 2    | (21) | (20) | 7    | 2   | 5    | (12)  | 163   |
| 5    | Tom Lindner     | Germania    | (39) | 3    | 3    | (36) | 9   | -    | 5     | 149   |
| 6    | Pim Ronhaar     | Paesi Bassi | 5    | 10   | 1    | -    | -   | -    | 7     | 145   |
| 7    | Jan Zatloukal   | Rep. Ceca   | (23) | 7    | -    | 5    | 6   | -    | 8     | 119   |
| 8    | Wout Vervoort   | Belgio      | (16) | 10   | 6    | 6    | 10  | -    | -     | 104   |
| 9    | Jakub Ťoupalík  | Rep. Ceca   | 11   | 4    | 8    | (18) | 16  | (25) | -     | 101   |
| 10   | Lennert Belmans | Belgio      | -    | -    | 17   | (24) | 18  | 7    | 3     | 100   |